# Środkowy Dunajec z dopływami
Środkowy Dunajec z dopływami (kod PLH120088) – specjalny obszar ochrony siedlisk sieci Natura 2000, zlokalizowany na terenie województwa małopolskiego. Obszar obejmuje powierzchnię  755,83 ha.
Teren składający się z czterech powiązanych ze sobą enklaw wyznaczony został w celu długotrwałego zabezpieczenia naturalnych siedlisk życia oraz populacji zagrożonych wymarciem gatunków zwierząt (z wyłączeniem ptaków) takich jak: brzanka Barbus meridionalis i głowacz białopłetwy Cottus gobio.

## Siedliska pod ochroną(zkodem siedlisk)
- 3220 pionierska roślinność na kamieńcach górskich potoków
- 3230 zarośla wrześni na kamieńcach i żwirowiskach górskich potoków (Salici-Myricarietum, część – z przewagą wrześni)
- 3240 zarośla wierzby siwej na kamieńcach i żwirowiskach górskich potoków (Salici Myricarietum, część – z przewagą wierzby)

- 91E0 łęgi wierzbowe, topolowe, olszowe i jesionowe (Salicetum albo-fragilis, Populetum albae,Alnenion glutinoso-incanae) i olsy źródliskowe,